# Sultanine
La sultanine est un cépage blanc de raisin de table. Il est très cultivé dans le monde pour la production de raisins frais et la préparation de raisins secs. Le nom évoque la vigne du sultan.
Les raisins sont agréables à consommer à l’état frais puisqu’ils n’ont pas de pépins, mais n'ont pas beaucoup de goût. La vraie destination est le séchage des baies. Ils sont faciles à stocker à l’état sec et aisément transportables.

## Origine et répartition géographique
L'origine de la sultanine pourrait être l'Afghanistan. En pachto, le mot kismish (voir synonymes) signifie raisin à sécher.
Le premier producteur mondial est la Turquie avec une superficie cultivée estimée à 120 000 hectares.
Aux États-Unis, le cépage est commercialisé sous le nom de Thompson Seedless. William Thompson fut le premier à cultiver le sultanine commercialement près de Yuba City. En 2000, 97 % de la superficie destinée aux raisins secs en Californie était réservée au Thompson Seedless.
Les autres grands producteurs sont l'Iran (50 000 hectares), la Grèce (25 000 hectares), l'Afghanistan (20 000 hectares), le Chili, l'Australie, la Syrie, la Chine, l'Irak et l'Afrique du Sud.
Pierre Galet estime la superficie mondiale plantée à 438 000 hectares, ce qui place la sultanine comme premier cépage cultivé dans le monde.

## Caractèresampélographiques

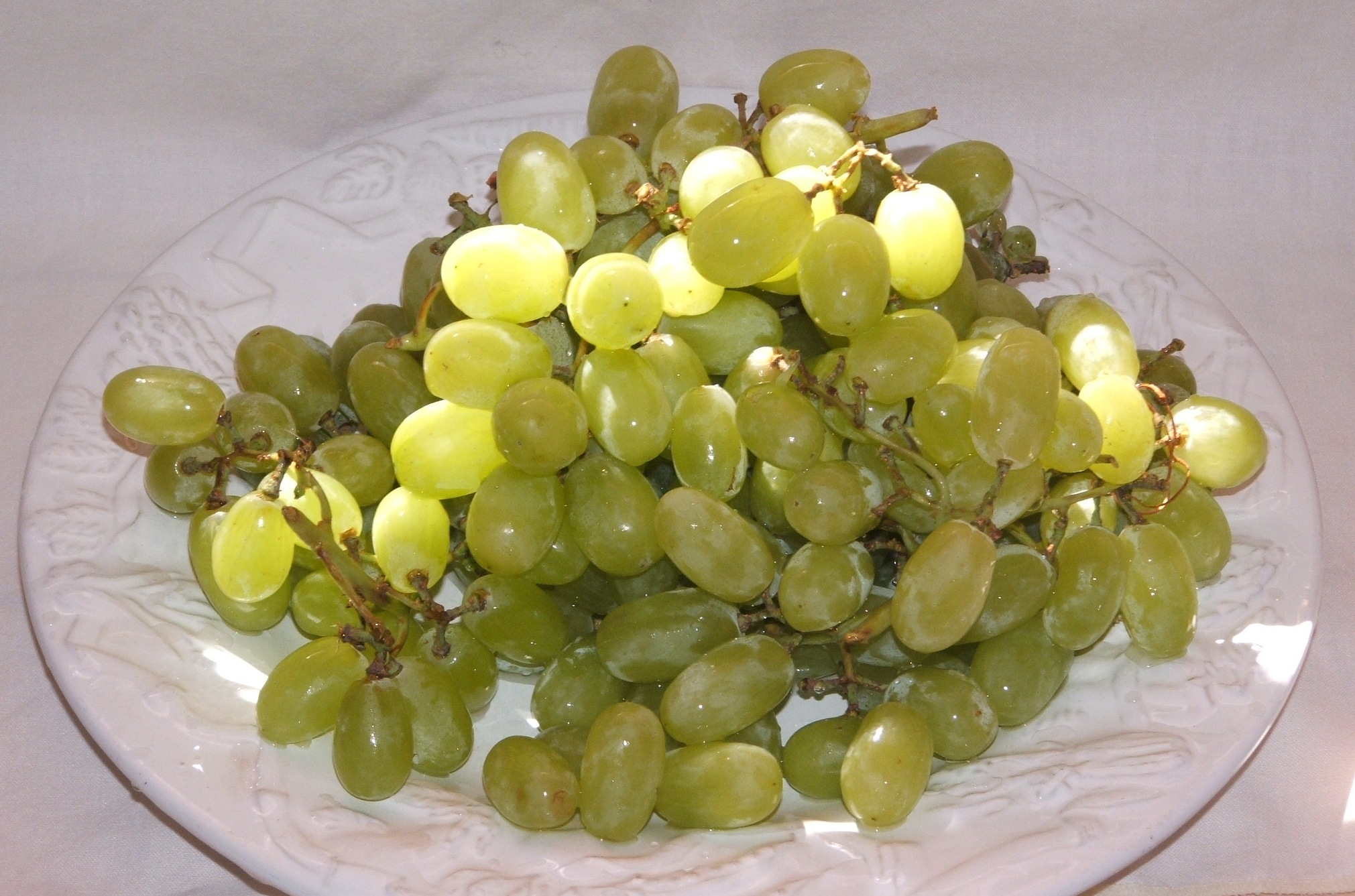
Grappe de sultanine.

- Extrémité du jeune rameau aranéeux, vert clair
- Jeunes feuilles glabres et brillantes
- Feuilles adultes, à 5 lobes à sinus latéraux aigus et étroits, un sinus pétiolaire en lyre parfois à bords superposés, des dents ogivales, moyennes, un limbe glabre.

## Aptitudes culturales
La maturité est de deuxième époque : 10 jours après le chasselas.

## Potentiel technologique
Les grappes sont grandes et les baies sont de petite taille. La grappe est tronconique, lâche, avec de nombreux ailerons secondaires. Les baies ne contiennent que des pépins atrophiés, très petits, ou sont totalement apyrènes. La sultanine est très vigoureuse. Elle doit être taillée long. Le cépage est sensible au mildiou, à l'oïdium et à l'anthracnose.
Pour produire des raisins de table de qualité, des techniques culturales sont indispensables, dont l'incision annulaire, l’éclaircissage et l’application de régulateur de croissance comme l'acide gibbérellique (AG3) quelques jours après la floraison.

## Synonymes
La sultanine est aussi connue sous les noms de akouno, banati, bealo bez seme, cekizdecsis, fehér szultan, kechmiche jaune, kechmish blanc, keeshmeesh, kichmichi (Kandahar, Afghanistan), kishmish blanc, kishmish safid, kis-mis alb, kismis, kismis belii ovalny, perzsiai fehér, roumined, seedless white, sultana, sultani, sultanina, sultanina blanche, sultanine blanche, szultan szölö, tchekirdeksis, Thompson seedless.